# Nocturno Culto
Ted Skjellum (Oppegård, 1972. március 4. –), színpadi nevein Nocturno Culto, Nocturno vagy Kveldulv, norvég zenész, aki leginkább a Darkthrone black metal zenekar énekeseként, gitárosaként és időszakos basszusgitárosaként ismert. 1988 óta tagja a zenekarnak. Egyben a Sarke énekese is. Jelenleg Norvégiában dolgozik tanárként, van egy fia és egy lánya. The Misanthrope címen készített egy dokumentumfilmet is, amely a norvég black metal műfajjal és az ahhoz köthető élettel foglalkozik.

## Diszkográfia
Az albumok (ahol nincs külön feltüntetve) a Darkthrone együttes tagjaként értendőek.
- 1988 – A New Dimension
- 1989 – Thulcandra
- 1989 – Cromlech
- 1990 – Soulside Journey
- 1992 – A Blaze in the Northern Sky
- 1993 – Under a Funeral Moon
- 1994 – Transilvanian Hunger
- 1995 – Panzerfaust
- 1996 – Nemesis Divina (Satyricon – gitár)
- 1997 – Goatlord
- 1996 – Total Death
- 1999 – Ravishing Grimness
- 2001 – Plaguewielder
- 2003 – Hate Them
- 2004 – Sardonic Wrath
- 2004 – On Frostbitten Path Beneath (Vidsyn – vokál)
- 2006 – The Cult Is Alive
- 2007 – F.O.A.D.
- 2008 – Dark Thrones and Black Flags
- 2009 – Vorunah (Sarke – vokál)
- 2010 – Circle the Wagons
- 2011 – Oldarhian (Sarke – vokál)
- 2013 – The Underground Resistance
- 2013 – Aruagint (Sarke – vokál)
- 2013 – Receive (Gift of Gods)
- 2016 – Bogefod (Sarke – vokál)
- 2016 – Arctic Thunder
- 2017 - Viige Urh (Sarke - vokál)

## Fordítás
- Ez a szócikk részben vagy egészben  a   Nocturno Culto című angol Wikipédia-szócikk fordításán alapul.  Az eredeti cikk szerkesztőit annak laptörténete sorolja fel. Ez a jelzés csupán a megfogalmazás eredetét és a szerzői jogokat jelzi, nem szolgál a cikkben szereplő információk forrásmegjelöléseként.